# Mészáros István (állatorvos)
Mészáros István (Újpest, 1910. január 11. – Gödöllő, 2006. május 11.) magyar Kossuth-díjas (1963) állatorvos, címzetes egyetemi tanár. Az állatorvostudományok kandidátusa (1953). Az Állatorvostudományi Főiskola (honoris causa) tiszteletbeli doktora.

## Életpályája
Szülei: Mészáros József és Rózsa Julianna (?–1966) voltak. 1921–1929 között Budapesten végezte el a középiskolai tanulmányait; a Lónyai utcai Református Gimnáziumban érettségizett. 1933-ban diplomázott az Állatorvosi Főiskola hallgatójaként. 1933–1936 között a szülészeti tanszék és klinikán Hetzel Henrik (1875–1949) professzor tanársegédje volt. 1934-ben állatorvosdoktorrá avatták. 1936–1937 között az Országos Állategészségügyi Intézetben dolgozott állami állatorvosként. 1937–1939 között Nagyléta járási állatorvosaként dolgozott. 1939–1946 között a gödöllői járási és a koronauradalom fôállatorvosa volt. 1942–1999 között presbiter volt. 1944–1999 között a Gödöllői Református Egyházközség gondnoka, majd főgondnoka volt. 1946–1964 között a Földművelésügyi Minisztérium Állategészségügyi Főosztályán dolgozott. 1947-ben a mesterséges termékenyítés szervezésére létrehozott bizottságban vezető szerepet vállalt. 1964-ben az Állatorvostudományi Egyetem címzetes egyetemi tanára lett. 1964-től egyetemi tanár volt. 1964-ben az Országos Állattenyésztési Felügyelőség szervezésekor a Szaporodásbiológiai Főosztály vezetője volt, majd 1977-ig a Központi Mesterséges Termékenyítési Főállomás igazgatója volt. 1977-ben nyugdíjba vonult.

## Díjai
- Kiváló Munkás (1949)
- Munka Érdemrend (1955)
- Kossuth-díj (1963)
- a Munka Érdemrend arany fokozata (1977)
- Ivanov-emlékérem
- Ujhelyi Imre-emlékérem
- Hetzel Henrik-emlékplakett (1992)[4]
- Gödöllő díszpolgára (1999)[5]
- Magyar Köztársaság Elnökének Aranyérme (2000)